# Пабло Ласо
Пабло Ласо (шп. Pablo Laso Biurrún; Виторија, 13. октобар 1967) је бивши шпански кошаркаш, а садашњи кошаркашки тренер. Тренутно је тренер Басконије.

## Играчки успеси

### Клупски
- Саски Басконија:
  - Куп Шпаније (1): 1995.
- Реал Мадрид:
  - Куп Рајмунда Сапорте (1): 1996/97.

### Појединачни
- Најкориснији играч Купа Шпаније (1): 1995.

## Тренерски успеси

### Клупски
- Реал Мадрид:
  - Евролига (2): 2014/15, 2017/18.
  - Интерконтинентални куп (1): 2015.
  - Првенство Шпаније (6): 2012/13, 2014/15, 2015/16, 2017/18, 2018/19, 2021/22.
  - Куп Шпаније (6): 2012, 2014, 2015, 2016, 2017, 2020.
  - Суперкуп Шпаније (7): 2012, 2013, 2014, 2018, 2019, 2020, 2021.
- Бајерн Минхен:
  - Првенство Немачке (1): 2023/24.
  - Куп Немачке (1): 2024.

### Појединачни
- Тренер године Евролиге (2): 2014/15, 2017/18.